# 下茄苳旌忠廟

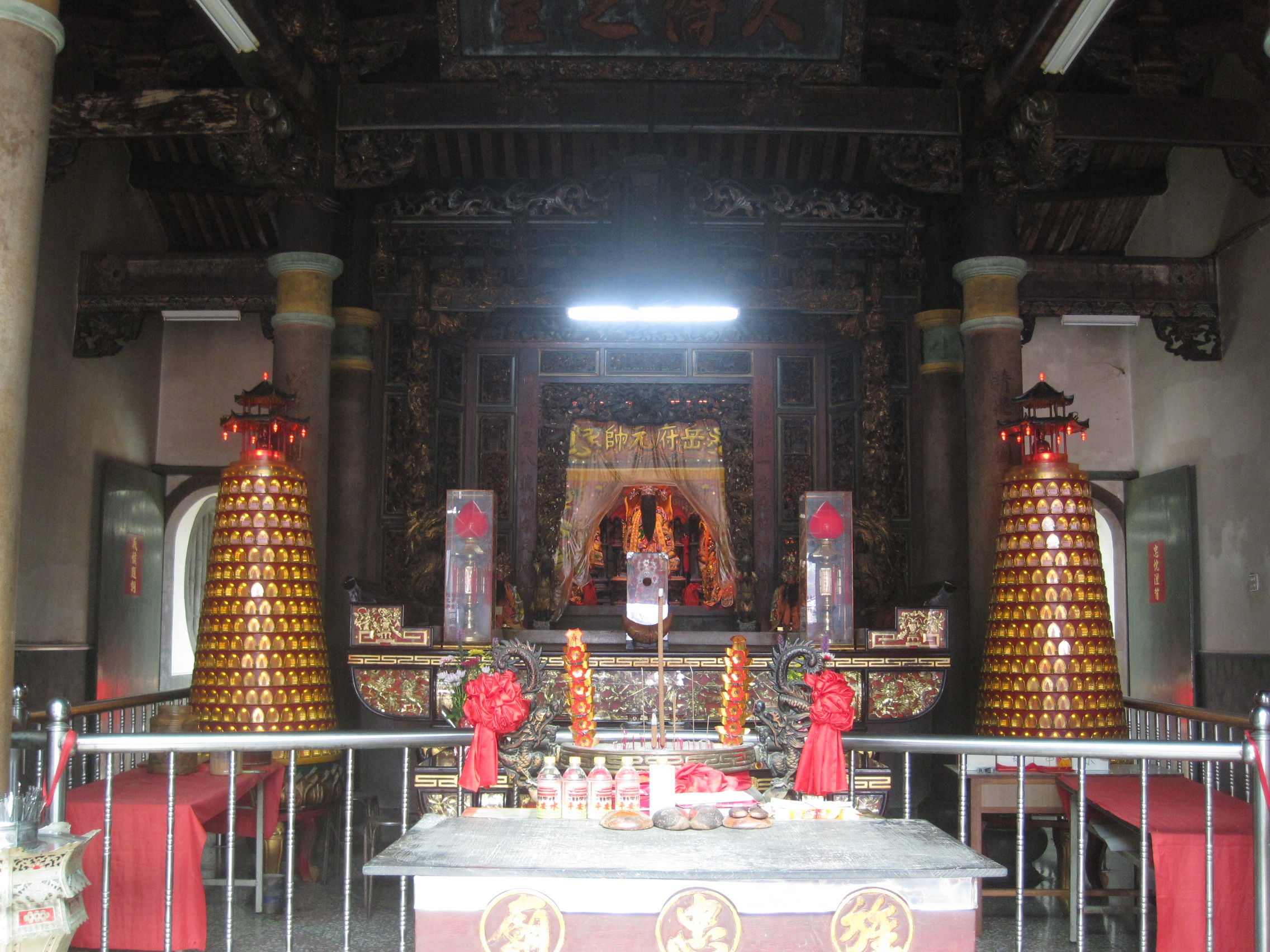
正殿

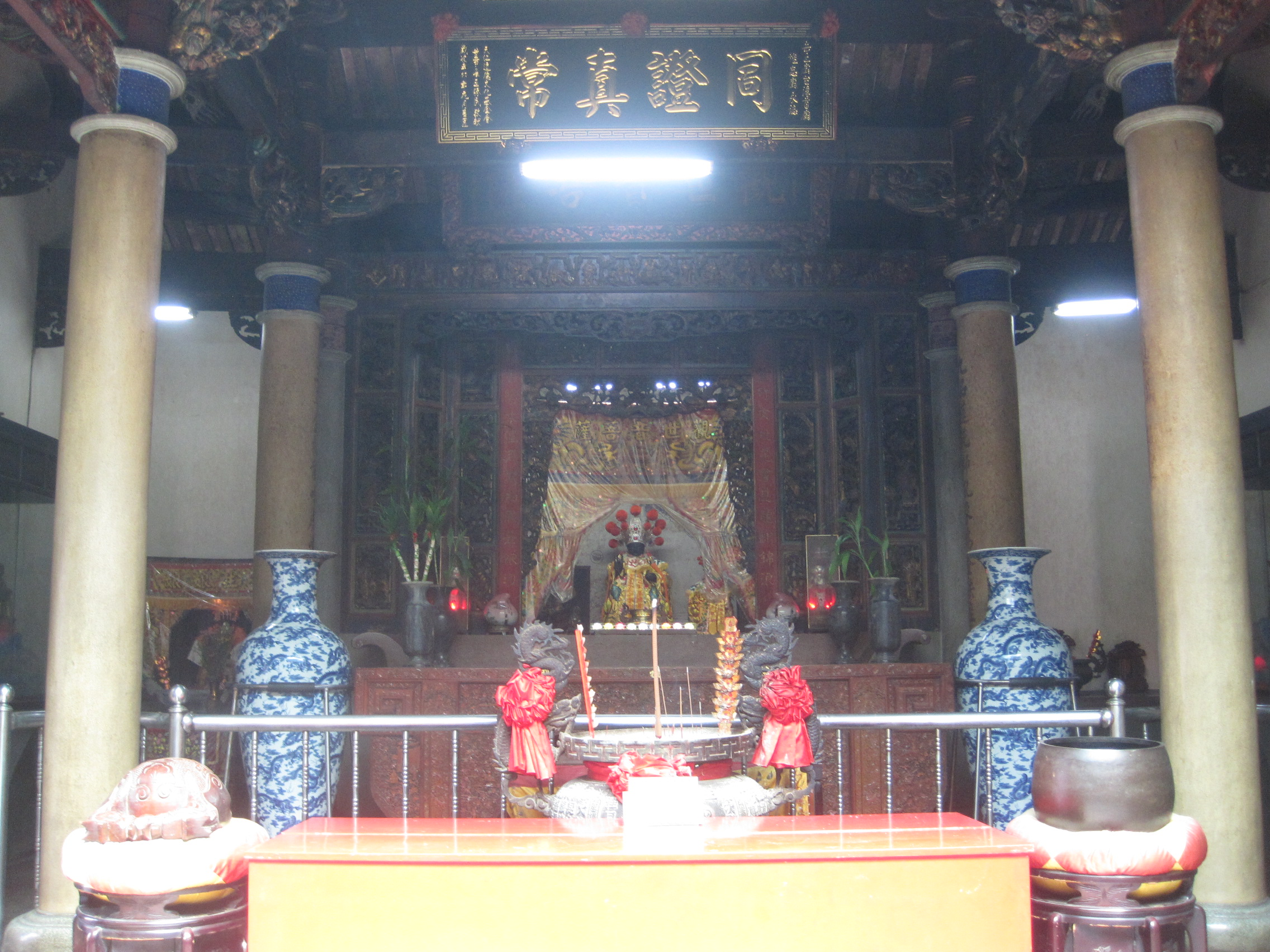
後殿

下茄苳旌忠廟位於臺灣臺南市後壁區，是主祀岳府大元帥（岳飛）的廟宇，又稱「元帥廟」。該廟與下茄苳泰安宮關係密切，且由同一個委員會管理。2024年登錄為歷史建築。

## 沿革

### 建廟傳說
傳說過去下茄苳一帶的稻田常在夜裡被不明動物啃食，後來居民發現有匹白馬精在偷吃。居民向泰安宮天上聖母求助，得到指示說要在田裡立一寫著「岳府大元帥」的木牌，結果照做之後白馬精便不再出現。居民對此感到不可思議，之後雕刻岳府大元帥與白馬的神像奉祀。這則故事一說是發生在康熙廿三年（1684年），而後一說因而在該年建廟，略晚於泰安宮。另一說法則是在康熙廿九年（1690年）才建廟。也有說法是當時並未建廟，而是到了乾隆元年（1736年）才由當地富紳韓高陽之祖父捐款建廟。又據說原本旌忠廟原址是供奉觀音的觀音亭，改建旌忠廟後將觀音移到後殿祭拜。

### 日後發展
建廟之後，乾隆廿五年（1760年）廣脩演重建，乾隆五十七年（1792年）韓高陽再次重建。道光七年（1827年）郭鑒海捐款擴大旌忠廟規模。
日明治卅八年（1905年），廖炭捐款重修。日昭和十六年（1941年）12月17日中埔大地震，該廟受創倒塌，之後改建成民眾集會所，神像寄祀泰安宮。後來在皇民化運動期間，據說廟中神像大多被燒毀，一部份被收在新營郡役所倉庫。
二次大戰後，首任嘉苳村村長陳祥將集會所改建為簡易神房，並將在新營郡役所倉庫的神像迎回。民國50年（1961年）組重建委員會，陳祥擔任主任委員，推動重建工作。重建時，信徒替成為元帥坐騎的「白馬」塑金身，並打算塑一尊「馬軍爺」來當馬伕。然而師傅當時不知道要雕成什麼樣子比較好，據說此時有位「海口人」到此販賣魚乾，得知後便說不如照他的樣子來雕塑就好，而師傅便照著他的提議塑造神像。
民國56年（1967年）旌忠廟重建完成，民國58年（1969年）入火安座。

## 奉祀神明

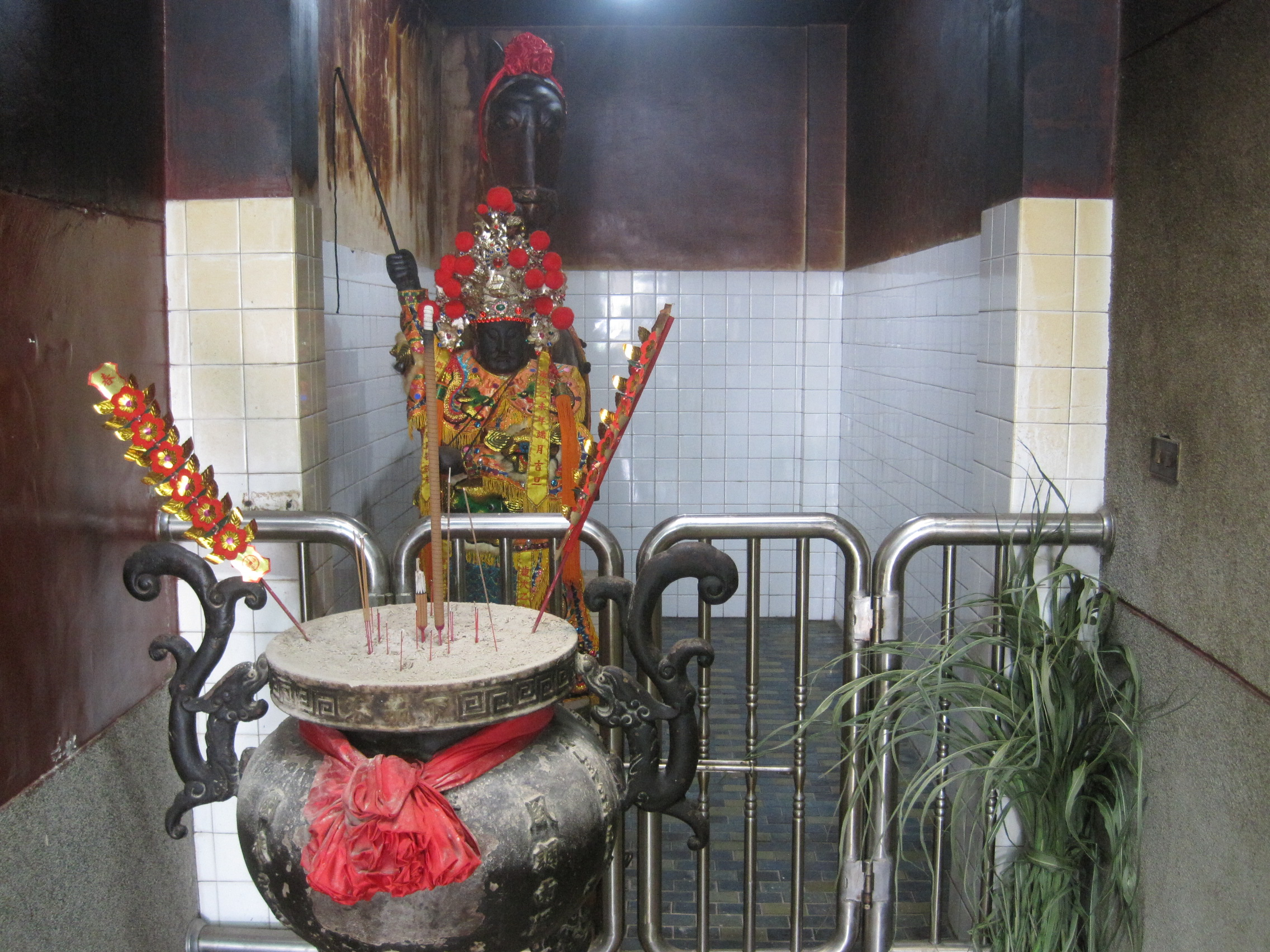
馬將軍與「白馬」神像

旌忠廟前殿主祀岳府大元帥，以及「頂五義」、「下五義」結拜兄弟，為二到十一元帥。頂五義為湯懷、牛皋、張顯、王貴、施全，下五義為王佐、趙雲、周青、梁興、吉青。右廂房裡供奉白馬、馬軍爺（馬將軍）。
後殿主祀觀音佛祖，又有供奉住持和尚元吉未的三座神位，以及寫著「開基祖木牌」的神位（上刻康熙廿三年）。

## 信仰活動
過去岳府元帥有春秋兩祭，分別在二月十五與八月十五，後來因故集中在二月十五辦廟慶，但八月十五仍有簡單祭祀活動。

## 傳說
據說清朝初期，曾有一僧侶借住在旌忠廟，因為該廟並無廂房，晚上便在神案底下過夜。白天他會提筆寫作，但很少與香客互動。某日僧侶不告而別，但有留下物品。查看後發現是多首七言絕句，經過整理後有56首，最後變成廟裡的「首字籤」。各籤首字照順序排列會形成以下句子：「臺灣府諸羅縣北路下茄苳，武穆岳聖王靈感籤詩，凡爐前弟子及四方信士，來問卜當誠心潔淨，抽出一枝又求金杯為準，吉凶禍福明斷有應」。財團法人泰安旌忠文教公益基金會網站的資料認為這個神秘和尚是府城黃蘗寺方丈不慧大師，但《北路煙雲172：從茄苳腳到關仔嶺》一書認為不慧大師在緝捕天地會事件中並未逃亡而是向知府蔣元樞自首，也許和尚是其他來自黃蘗寺僧人也說不定。
又據說清朝時布袋菜脯廍（今嘉義縣布袋鎮菜舖里）有個土豪「黃大肚」曾帶部下打算掠奪下茄苳，但居民得到風聲早已躲來。黃大肚來到下茄苳後，聽說旌忠廟元帥爺神威顯赫，硬請走「四元帥」，供奉在自家內。當地因此有了諺語「布袋菜脯廍，出一個黃大肚，工就叫，馬就騎，來下茄苳偷請元帥爺」。而在此之後，元帥爺成了當地庄神，菜脯廍還會在神明誕辰時到下茄苳請火。不過下茄苳仍要求要將神像歸還，幾經協商後，最後菜脯廍另雕一尊神像給下茄苳來了事。

## 外部連結
- 下茄苳旌忠廟的Facebook專頁